# Гурбанов, Гурбан Осман оглы (футболист)
Гурбан Осман оглы Гурбанов (азерб. Qurban Osman oğlu Qurbanov; 13 апреля 1972, Ашагы Тала, Закатальский район) — советский и азербайджанский футболист, тренер.
Лучший бомбардир национальной сборной Азербайджана. Заслуженный тренер Азербайджанской Республики (2011).

## Биография

### Клубная карьера
В футболе с 1988 года. Первый тренер — Шабан Раджаб оглы Ширданов.
Начал карьеру в родных Закаталах в 1988 в клубе «Дашгын», где выступал на протяжении трех лет. В сезоне 1991/92 защищал цвета грузинского «Мерцхали» (Озургети).
Затем провёл ещё два сезона за «Дашгын», после чего перешёл в «Туран» (Товуз). В 1994 году стал чемпионом страны.
В сезоне 1995/96 играл в 1-м круге за «Туран», во 2-м — за «Кюр-Нур». В 1996—1998 выступал за «Нефтчи» (Баку), где в полной мере проявился талант бомбардира — в 43 играх забил 43 мяча.
В январе 1998 подписал контракт с российским клубом «Динамо» (Ставрополь), где стал лучшим бомбардиром команды. Зимой 1999 покинул клуб из-за невыполненных условий контракта.
В 1-м круге 1999 играл за «Балтику» (команду покинул опять по причине невыполнения условий контракта), а со 2-го круга — за «Факел», которому помог выйти в высшую лигу. Однако дальнейшая карьера в «Факеле» не сложилась из-за ряда травм, полученных игроком.
В августе 2001 вернулся в «Нефтчи» (Баку), однако с нового сезона 2002 снова был в заявке «Факела».
В 2003 играл за «Волгарь-Газпром», а с 2004 — снова за «Нефтчи» (Баку), был капитаном команды.
В сезоне 2005/06 играл за клуб «Интер» (Баку). В ноябре 2005 прошёл прощальный матч Гурбанова, где участие приняли сборные Азербайджана и легионеров азербайджанской Премьер-лиги.

### Карьера в сборной
На счету Гурбанова более 65 матчей за сборную Азербайджана, в которых он забил 14 голов.
Первую игру в составе сборной Азербайджана провёл 17 сентября 1992 года. Ну а последняя игра пришлась на сентябрь 2006 года.
Наиболее ярко проявил себя в играх за национальную команду в рамках отборочных матчей чемпионата Европы-2004, когда Гурбанов забил 3 мяча в двух играх в ворота сборной Сербии и Черногории.

### Тренерская карьера
В сентябре 2005 года Гурбан Гурбанов стал спортивным директором бакинского клуба «Интер».
В 2006—2007 занимал должность главного тренера флагмана азербайджанского футбола — клуба «Нефтчи» Баку.
Будучи главным тренером «Нефтчи», на одной из своих первых пресс-конференций Гурбанов сказал:
«Тренировать команду куда труднее, чем играть самому. Мне помогает доверие руководства клуба, а также то, что у нас сложился прекрасный коллектив. Уверен, „Нефтчи“ в этом сезоне не опустится ниже привычных призовых мест, но наша задача остается неизменной — выиграть чемпионат Азербайджана».
По итогам сезона 2006/07 в «Нефтчи» завоевал серебряные медали чемпионата Азербайджана и путёвку в Кубок УЕФА. Сезон 2007/08 сложился менее удачно для Гурбанова — в еврокубках клуб не смог пройти дальше 1-го квалификационного раунда, уступив австрийскому клубу «Рид» (1:3 и 2:1), а в чемпионате, после матча 4-го тура с «Интером» (0:0), решил подать в отставку. После этого Гурбанов некоторое время занимал пост спортивного директора в «Нефтчи».
С августа 2008 года — главный тренер клуба «Карабах». При нём клуб четыре раза выигрывал Кубок Азербайджана (в 2009-м, в 2015-м, 2016-м и 2017-м годах). 7 раз подряд становился чемпионом страны (2014—2020).
В 2017 году под руководством Гурбанова «Карабах» сумел пройти в групповой этап Лиги чемпионов. В ноябре 2017-го назначен на должность главного тренера сборной Азербайджана, 8 декабря контракт был прерван.
В сезоне 2021/22 под руководством Гурбанова «Карабах» сумел пробиться в плей-офф стадию еврокубкового турнира — Лиги конференций.
13 апреля 2022 года распоряжением президента Азербайджанской Республики Гурбанов был награждён орденом «Шохрат» («Слава») за заслуги в развитии азербайджанского футбола.
31 марта 2025 года медиа-компания Sporting News, расположенная в центре США, составила список "тренеров с самым долгим сроком работы в одном клубе". Курбан Курбанов занял второе место в этом списке. На указанную дату он занимал должность главного тренера клуба "Карабах" в течение 16 лет и 244 дней.

### Иная деятельность
2 апреля 2024 года избран членом исполнительного комитета АФФА от общественного объединения «Профессиональная футбольная лига».

## Достижения

### В качестве игрока
«Туран»
- Чемпион Азербайджана: 1993/94
- Итого: 1 трофей

«Нефтчи»
- Чемпион Азербайджана (3): 1996/97, 2003/04, 2004/05
- Кубок Азербайджана: 2003/04
- Итого: 4 трофея

### В качестве тренера
«Карабах»
- Чемпион Азербайджана (10): 2013/14, 2014/15, 2015/16, 2016/17, 2017/18, 2018/19, 2019/20, 2021/22, 2022/23, 2023/24
- Кубок Азербайджана (6): 2008/09, 2014/15, 2015/16, 2016/17, 2021/22, 2023/24
- Итого: 16 трофеев

Личные
- Лучший футболист Азербайджана по версии газеты «Футбол +» — 2003[14]
- Один из лучших бомбардиров азербайджанской премьер-лиги (делит 4-5 места с Самиром Алекперовым) — 115 голов за всю карьеру[15]
- Лучший бомбардир чемпионата Азербайджана 1996—1997: 34 мяча
- Награда Комиссии справедливых игр НОК (2013)[16]
- Старший тренер 2017 года (2017, Ассоциация спортивных журналистов Азербайджана)[17]
- Орден «Слава» (2022)

## Семья
Женат, сын Муса Гурбанлы — игрок футбольного клуба «Карабах» и сборной Азербайджана. Старший брат Муса Гурбанов — также профессиональный футболист.